# La Lanterne magique (journal)
Pour les articles homonymes, voir La Lanterne magique.
La Lanterne magique est un ancien journal hebdomadaire français, paraissant le samedi. Il portait en sous-titre : Reproductions de chefs-d’œuvre de la peinture et de la littérature.
Il fut lancé le 2 mai 1857 et a paru jusqu'au numéro 65 en août 1858. L'éditeur était Adolphe Delahays, les gravures de Louis-Paul-Pierre Dumont.

## Œuvres publiées
- Léon Beauvallet, À travers les deux mondes
- Amyot, Daphnis et Chloé
- C. Noël, Un amour de Goethe
- Miss Inchbald, Simple histoire
- Henry de Kock, Le Roi des étudiants
- Spindler, Contes pour tous
- Alphonse de Lamartine, Graziella
- Auguste Maquet, La Maison du baigneur
- Kaufmann, Le Lantana des Batignolles

## Source
- Claude Witkowski, Les Éditions populaires 1848-1870, GIPPE, 1997, p. 143